# باشگاه فوتبال پادربورن
باشگاه فوتبال پادربورن (به آلمانی: SC Paderborn 07) یک باشگاه فوتبال در پادربورن، نوردراین-وستفالن، آلمان است.
این باشگاه در سال ۱۹۰۷ میلادی تأسیس شده‌است و در فصل ۱۵–۲۰۱۴ برای اولین بار به بوندس لیگا ۱ صعود کرده‌است..

## عملکرد بر پایه فصل
| سال       | لیگ                      | رتبه      |
| ۱۹۹۹–۲۰۰۰ | منطقه غرب/جنوب غرب (III) | ۱۳ (سقوط) |
| ۲۰۰۰–۰۱   | اوبرلیگ وستفالن (IV)     | ۱ (صعود)  |
| ۲۰۰۱–۰۲   | منطقه شمال (III)         | ۱۴        |
| ۲۰۰۲–۰۳   | منطقه شمال               | ۸         |
| ۲۰۰۳–۰۴   | منطقه شمال               | ۳         |
| ۲۰۰۴–۰۵   | منطقه شمال               | ۲ (صعود)  |
| ۲۰۰۵–۰۶   | بوندس لیگا ۲ (II)        | ۹         |
| ۲۰۰۶–۰۷   | بوندس لیگا ۲             | ۱۱        |
| ۲۰۰۷–۰۸   | بوندس لیگا ۲             | ۱۷ (سقوط) |
| ۲۰۰۸–۰۹   | بوندس لیگا ۳ (III)       | ۳ (حذفی)  |
| ۲۰۰۹–۱۰   | بوندس لیگا ۲             | ۵         |
| ۲۰۱۰−۱۱   | بوندس لیگا ۲             | ۱۲        |
| ۲۰۱۱−۱۲   | بوندس لیگا ۲             | ۵         |
| ۲۰۱۲−۱۳   | بوندس لیگا ۲             | ۱۲        |
| ۲۰۱۳−۱۴   | بوندس لیگا ۲             | ۲ (صعود)  |
| ۲۰۱۴–۱۵   | بوندس لیگا ۱             | ۱۸ (سقوط) |